# José Yudica
José Yudica (Rosario, 26 de febrero de 1936-23 de agosto de 2021) fue un futbolista y entrenador argentino. Se desempeñó como mediocampista ofensivo, y su primer equipo fue Newell's Old Boys, donde debutó en 1954.
Tras su retiro como futbolista, comenzó su carrera como entrenador, consiguiendo en los sucesivos años varios campeonatos, tanto locales como internacionales. Destacan entre sus éxitos como director técnico la obtención del Campeonato de Primera División B 1982 con San Lorenzo de Almagro, la Copa Libertadores 1985 con Argentinos Juniors y el Campeonato de Primera División en tres oportunidades con tres equipos distintos (Metropolitano 1978 con Quilmes, Nacional 1985 con Argentinos Juniors y Campeonato 1987-88 con Newell's Old Boys).

## Biografía

### Futbolista

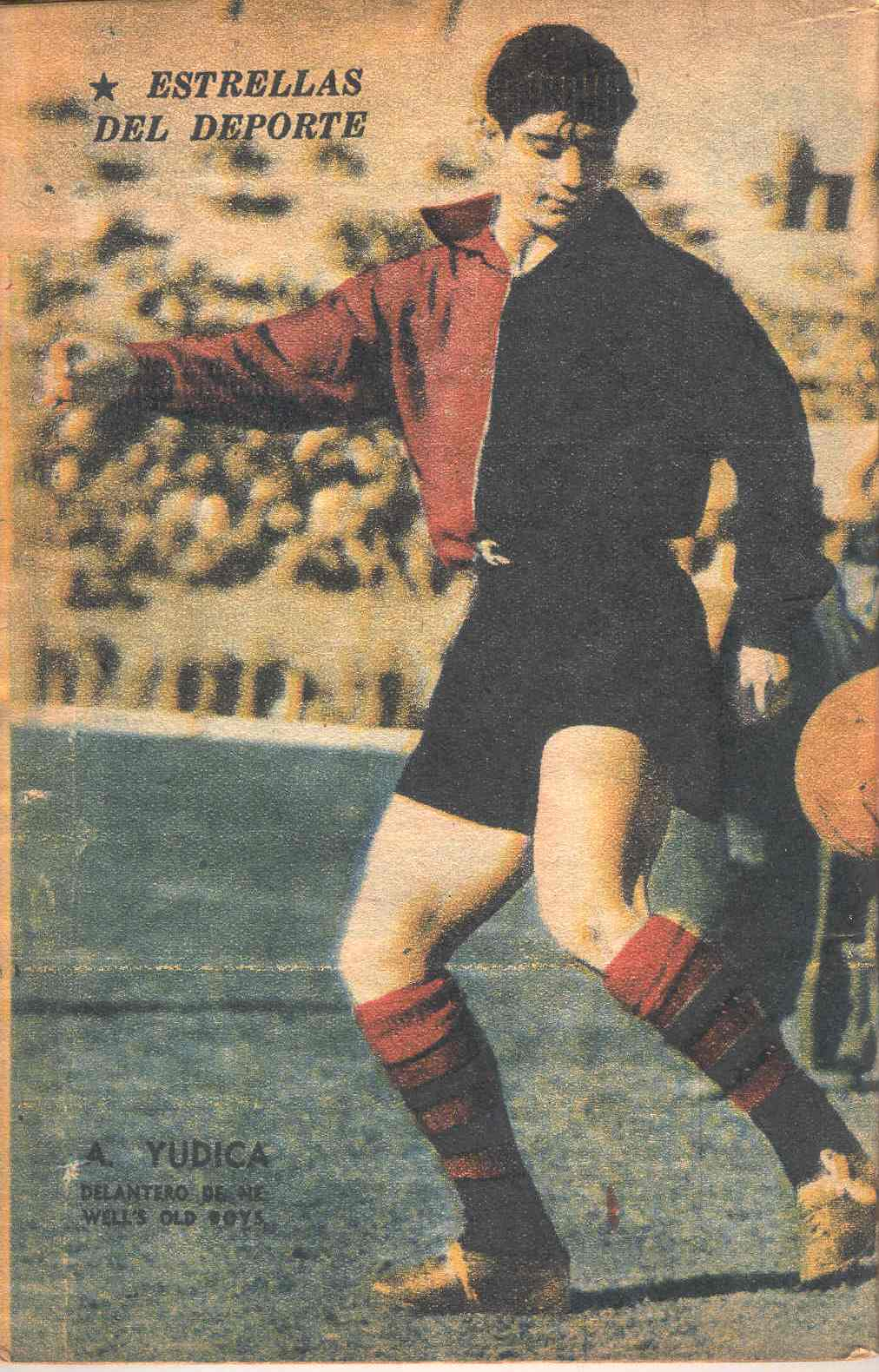
Lámina revista PBT N° 925 (11-06-1954)

Apodado "Piojo", José Yudica nació en 1936 en la ciudad de Rosario. Comenzó su carrera en el Morning Star, un pequeño club que tiene su estadio en la calle Salta cerca de las vías del FFCC, luego rebautizado Evita Estrella de la Mañana tras ganar el primer torneo infantil en 1949 cuando tenía doce años. La famosa delantera de ese gran equipo era Puppo, Cerro, Saliadarre, Farrugia y Yudica. Puppo, Farrugia y Yudica fueron a NOB y Cerro y Saliadarre a Rosario Central. Su carrera como futbolista de primera división comenzó en 1954 en Newell's Old Boys donde jugó hasta 1959 para ser transferido a Boca Juniors donde formó un ala temible con el inolvidable Grillo.
En 1962 pasó a Vélez Sársfield, a Estudiantes de La Plata en 1964, a Platense en 1965 y Quilmes en 1967.
En 1968 emigró al fútbol de  Colombia, para integrar el Deportivo Cali. Allí se consagró campeón de la Primera división colombiana en 1969.
Tras su regreso a Argentina en 1970, se consagró campeón de la Primera C con el Club Atlético Talleres de Remedios de Escalada, ascendiendo a la Primera B. Posteriormente pasó por el Club Atlético San Telmo, donde se retiró en 1972.

### Director técnico
Su primera tarea fue en el club Altos Hornos Zapla de Jujuy en 1972, lo clasificó para la disputa del Nacional. Le tocó la Zona B, y estuvo cerca de pasar al octogonal final. Primero quedó el Talleres de Labruna, mientras que segundo quedó Newell's Old Boys. Los jujeños dirigidos por Yudica quedaron a solo un punto de los rosarinos y por encima de River Plate. 
En 1977 Yudica dirigió a Quilmes, con el cual obtuvo el Torneo Metropolitano 1978 (único título profesional en la historia del club).
Luego, en 1982, pasó por San Lorenzo, el cual en ese entonces se encontraba disputando el campeonato de segunda división luego de su primer y fatídico descenso el año anterior, y se consagró campeón, logrando así el ascenso.
En 1985 dirigió a Argentinos Juniors, club en el cual se consagraría ganador del Torneo Nacional 1985. Esto lo habilitó para disputar la Copa Libertadores de 1985, la cual obtendría. Luego llegaría la Copa Interamericana de 1986. En 1986 dirigió a Vélez Sársfield. En 1987 arribó a Newell's Old Boys, club en el cual se inició como futbolista, y obtuvo el Campeonato de Primera División 1987-1988. Alcanzó también la instancia final de la Copa Libertadores de 1988.
Yudica fue el primer entrenador en consagrarse campeón de la Primera división argentina con tres equipos diferentes: Quilmes en el Torneo Metropolitano 1978, Argentinos Juniors en el Torneo Nacional 1985, y Newell's Old Boys en el Campeonato de Primera División 1987-1988.
Posteriormente dirigió al Deportivo Cali de Colombia y al Pachuca de México, obteniendo con este último el campeonato de Primera división 'A' mexicana (campeonato de Segunda división) de 1996.

### Fallecimiento
José Yudica murió el 23 de agosto de 2021 a los ochenta y cinco años.

## Clubes

### Futbolista
| Equipo            | País      | Año       |
| ----------------- | --------- | --------- |
| Newell's Old Boys | Argentina | 1954-1958 |
| Boca Juniors      | Argentina | 1959-1961 |
| Vélez Sársfield   | Argentina | 1962-1963 |
| Estudiantes (LP)  | Argentina | 1964      |
| Platense          | Argentina | 1965-1966 |
| Quilmes           | Argentina | 1967      |
| Deportivo Cali    | Colombia  | 1968-1969 |
| Talleres (RdE)    | Argentina | 1970-1971 |
| San Telmo         | Argentina | 1972      |

### Entrenador
| Equipo             | País      | Año       |
| ------------------ | --------- | --------- |
| Altos Hornos Zapla | Argentina | 1972-1976 |
| Colón              | Argentina | 1976      |
| Newell's Old Boys  | Argentina | 1976-1977 |
| Quilmes            | Argentina | 1977-1979 |
| Newell's Old Boys  | Argentina | 1979-1980 |
| Estudiantes (LP)   | Argentina | 1980      |
| Quilmes            | Argentina | 1981      |
| San Lorenzo        | Argentina | 1982      |
| Unión              | Argentina | 1984      |
| Argentinos Juniors | Argentina | 1985      |
| Vélez Sársfield    | Argentina | 1986-1987 |
| Newell's Old Boys  | Argentina | 1987-1990 |
| Argentinos Juniors | Argentina | 1991-1992 |
| Platense           | Argentina | 1992      |
| Deportivo Cali     | Colombia  | 1993-1994 |
| Newell's Old Boys  | Argentina | 1995-1996 |
| Pachuca            | México    | 1996-1998 |

## Palmarés

### Futbolista

#### Campeonatos nacionales
| Título           | Equipo         | País      | Año  |
| ---------------- | -------------- | --------- | ---- |
| Primera A        | Deportivo Cali | Colombia  | 1969 |
| Tercera División | Talleres (RdE) | Argentina | 1970 |

#### Campeonatos internacionales
| Título                  | Equipo              | Sede       | Año  |
| ----------------------- | ------------------- | ---------- | ---- |
| Campeonato Panamericano | Selección Argentina | Costa Rica | 1960 |

### Entrenador

#### Campeonatos nacionales
| Título           | Equipo             | País      | Año     |
| ---------------- | ------------------ | --------- | ------- |
| Primera División | Quilmes            | Argentina | M-1978  |
| Primera B        | San Lorenzo        | Argentina | 1982    |
| Primera División | Argentinos Juniors | Argentina | N-1985  |
| Primera División | Newell's Old Boys  | Argentina | 1987-88 |

#### Copas internacionales
| Título                       | Equipo             | Sede     | Año  |
| ---------------------------- | ------------------ | -------- | ---- |
| Copa Libertadores de América | Argentinos Juniors | Asunción | 1985 |